# 에리크 프란사 마갈량이스
에리크 프란사 마갈량이스(포르투갈어: Erick França Magalhães, 1999년 11월 8일~)는 브라질의 축구 선수이다.